# Typhlodromus vulgaris
Typhlodromus vulgaris är en spindeldjursart som beskrevs av Ehara 1959. Typhlodromus vulgaris ingår i släktet Typhlodromus och familjen Phytoseiidae. Inga underarter finns listade i Catalogue of Life.